# Sociedade Filarmónica União Seixalense
A Sociedade Filarmónica União Seixalense, igualmente designada por Sociedade Nova ou Os Prussianos, DmB, é uma organização cultural na cidade do Seixal, em Portugal.

## Descrição
A organização tem como principal finalidade o desenvolvimento cultural do concelho, mantendo uma banda filarmónica e um estabelecimento de ensino, a Escola de Música Matias Lucas, possuindo esta última um coro e uma orquestra juvenil. em 2020 contava com cerca de 1200 associados. Nessa altura dispunha igualmente de uma biblioteca e de um espaço para o ensino de artes marciais.
Durante vários anos existiu um órgão interno, a Comissão dos Anjinhos Enrascados, que foi responsável pela organização dos eventos internos e que também colaborou em várias solenidades públicas, destacando-se as Festas de São Pedro do Seixal. Outro evento organizado pela Sociedade que ganhou fama na região foram os bailes de Carnaval, tendo ficado igualmente conhecida pela sua participação habitual nas comemorações municipais do Dia da Mulher, Março Jovem, Natal do Hospital e de São Martinho.

## História

### Séculos XIX e XX
A sociedade foi fundada nos princípios da década de 1870, tendo tido origem na divisão partidária entre os habitantes do concelho do Seixal, sendo uns apoiantes do partido Partido Progressista e outros do Partido Regenerador, conflito que por vezes resultava em agressões físicas. Um dos principais pontos de contenção era que o partido Regenerador procurava extinguir o concelho, enquanto que o Progressista defendia a sua manutenção. A Sociedade Timbre Seixalense estava principalmente ligada aos regeneradores, pelo que vários membros que eram apoiantes do partido progressista fundaram uma organização cultural própria, com o nome de Sociedade Filarmónica União Seixalense. Esta foi oficialmente constituída em 1 de Junho de 1871, tendo contado desde o princípio com uma banda e escola de música própria. Outro motivo para a divisão da Sociedade Timbre foi a divergência de opiniões durante a Guerra Franco-Prussiana, com uns a apoiarem o lado francês, enquanto que outros estavam a favor dos prussianos, alegando ressentimentos contra a França devido às invasões francesas. A Sociedade Filarmónica União Seixalense passou a adoptar o nome vulgar de "Os Prussianos", enquanto que a Timbre Seixalense ficou conhecida como "Os Franceses".
A banda terá sido a primeira em território nacional a tocar a ópera Carmen, de Georges Bizet, que tinha sido trazida de França para Portugal por um presidente da direcção. Uma das principais personalidades que ocuparam o posto de presidente foi António da Cunha, cujo nome foi atribuído ao salão nobre da Sociedade.
A organização também ficou conhecida pelo seu apoio às populações durante grandes períodos de crise humanitária, podendo destacar-se a sua colaboração durante o Sismo de Benavente de 1909, a pandemia de pneumónica em 1918, quando a sede foi utilizada pela Cruz Vermelha, o Ciclone de 1941, e a explosão na Amora em 1948.
Em 1927 foi formado o primeiro grupo cénico, e em 1945 foi fundada a biblioteca. A filarmónica teve um coreto próprio na Praça Luís de Camões, que foi demolido durante o Estado Novo, alegadamente por constituir um entrave ao trânsito, embora esta medida poderia estar ligada à oposição dos habitantes do Seixal em relação à ditadura militar. Em 1971, a banda filarmónica lançou um disco de vinil, no âmbito das comemorações do centenário.

### Século XXI
Em 2001 foi lançado um novo disco, em 2007 lançou o álbum Marés, e em 2012 o disco Pasodobles - tributo a António Ribeiro Telles. Em 2014, a sociedade iniciou um plano de reestruturação após vários anos de declínio, com a entrada de novos corpos gerentes. Em 2020, a situação financeira da Sociedade foi muito atingida pela Pandemia de Covid-19, devido à suspensão dos eventos culturais, embora a escola de música tenha-se mantido em funções, através da organização de aulas e ensaios individuais à distância. Nessa altura, as principais fontes de financiamento eram as quotas dos associados, as receitas do bar e os apoios por parte da Câmara Municipal e da Junta de Freguesia do Seixal.

### Homenagens
A Sociedade Filarmónica União Seixalense recebeu um grande número de distinções ao longo da sua existência, incluindo a Medalha de Louvor da Cruz Vermelha Portuguesa em 1926, o grau de cavaleiro da Ordem de Benemerência em 14 de Novembro de 1935, a Medalha de Instrução e Arte e Diploma de Generosidade e Filantropia da Federação Portuguesa das Colectividades de Cultura e Recreio em 1956, e a Medalha de Honra da Câmara Municipal do Seixal.